# Bourse de Phnom Penh
La Bourse du Cambodge, créée en avril 2012, est l'une des plus récentes bourses asiatiques.

## Histoire
Plus de trente ans après l'arrivée des Khmers rouges, la bourse de Phnom Penh a pu rouvrir. À son ouverture, une seule compagnie était cotée ; elle en compte cinq en 2019.